# The Freddie Mercury Album
Albums de Freddie Mercury
Barcelona
(1988) The Solo Collection
(2000)
The Freddie Mercury Album est une compilation solo de Freddie Mercury, chanteur et leader du groupe britannique Queen, sortie à titre posthume en 1992. Cet album comprend principalement des remixes d'anciennes chansons de Freddie Mercury, ainsi que les versions originales des chansons Barcelona, Love Kills, Exercises in Free Love et The Great Pretender (reprise des Platters). C'est sous ce dernier titre que l'album est paru aux États-Unis, la même année, avec quelques différences.

## Liste des titres
Version internationale (sauf États-Unis)
1. The Great Pretender (Ram) – 3:28
2. Foolin' Around (Steve Brown Mix) (Mercury) – 3:36
3. Time (Nile Rodgers Mix) (Clark/Christie) – 3:50
4. Your Kind of Lover (Steve Brown Mix) (Mercury) – 3:59
5. Exercises in Free Love (Mercury/Moran) – 3:58
6. In My Defence (Ron Nevison Mix) (Clark/Daniels/Soames) – 3:52
7. Mr. Bad Guy (Brian Malouf Mix) (Mercury) – 3:56
8. Let's Turn It On (Jeff Lord-Alge Mix) (Mercury) – 3:49
9. Living on My Own (Julian Raymond Mix) (Mercury) – 3:39
10. Love Kills (Mercury/Moroder) – 4:29
11. Barcelona (Mercury/Moran) – 5:37

Album sorti aux États-Unis sous le nom The Great Pretender
1. The Great Pretender (Brian Malouf Mix) (Ram) – 3:40
2. Foolin' Around (Steve Brown Mix) (Mercury) – 3:36
3. Time (Nile Rodgers Mix) (Clark/Christie) – 3:49
4. Your Kind of Lover (Steve Brown Mix) (Mercury) – 3:57
5. Exercises in Free Love (Mercury/Moran) – 3:57
6. In My Defence (Ron Nevison Mix) (Clark/Daniels/Soames) – 3:55
7. Mr. Bad Guy (Brian Malouf Mix) (Mercury) – 3:55
8. Let's Turn It On (Jeff Lord-Alge Mix) (Mercury) – 3:45
9. Living on My Own (Julian Raymond Mix) (Mercury) – 3:39
10. My Love Is Dangerous (Jeff Lord-Alge Mix) (Mercury) – 3:38
11. Love Kills (Richard Wolf Mix) (Mercury/Moroder) – 3:25

Les différences concernant la version américaine sont les suivantes :
- la pochette est différente
- l'album contient un remix de The Great Pretender plutôt que la version normale
- la fin de Mr. Bad Guy est légèrement différente
- Love Kills est également remixée
- l'album contient un remix de My Love is Dangerous plutôt que Barcelona

## Classements
| Pays             | Classements et certifications | Classements et certifications | Classements et certifications |
| Pays             | Place                         | Semaines                      | Certification                 |
| ---------------- | ----------------------------- | ----------------------------- | ----------------------------- |
| Italie           | 1                             | 7                             |                               |
| Autriche         | 2                             | 16                            | Platine                       |
| Allemagne        | 3                             | 18                            | Platine                       |
| Royaume-Uni      | 4                             | 14                            | 2 × Platine                   |
| France           |                               |                               | 2 × Platine                   |
| Pays-Bas         | 9                             | 17                            |                               |
| Suisse           | 8                             | 12                            | Platine                       |
| Japon            | 64                            | 6                             |                               |
| Suède            | 35                            | 8                             |                               |
| Nouvelle-Zélande | 4                             | 12                            | Platine                       |
| Norvège          | 12                            | 8                             |                               |